# Perikles
Perikles (ca. 495–429 v.Chr., Oudgrieks: Περικλῆς / Periklēs, "omringd door glorie") was een prominent en invloedrijk staatsman, redenaar en generaal in Athene, van de phyle Akamantis en de deme Cholargos. Hij was de zoon van Xanthippos en Agariste. Via haar stamde hij af van de machtige familie van de Alkmaioniden. Hij leefde tijdens de bloeiperiode van zijn stad, de periode tussen de Perzische en Peloponnesische Oorlog.
Perikles had zo'n grote invloed op de Atheense samenleving dat Thoukydides, een contemporain historicus en zijn bewonderaar, hem "de eerste man in Athene" noemt. Perikles vormde de Delisch-Attische Zeebond om tot een "Atheens rijk" en leidde zijn landgenoten tijdens de eerste twee jaar van de Peloponnesische Oorlog. De periode waarin hij Athene leidde, ruwweg vanaf 461 tot 429 v.Chr., staat bekend als de "Eeuw van Perikles", hoewel deze periode kan teruggaan tot de Perzische Oorlogen of tot de eeuw voordien.
Perikles bevorderde de kunsten en literatuur. Dit was de voornaamste reden waarom Athene de reputatie heeft het culturele centrum van de oud-Griekse wereld te zijn. Hij begon een ambitieus project waarvoor de meeste van de overgebleven structuren op de Akropolis (waaronder het Parthenon) zijn gebouwd. Dit project verfraaide de stad, droeg haar roem uit en gaf werk aan de mensen. Bovendien stimuleerde Perikles de Atheense democratie in die mate dat hij een demagoog (δημαγωγὸς / dēmagōgòs) werd genoemd, al was deze term toentertijd nog neutraal.

## Geboorte en jeugd
Perikles werd rond 495 v.Chr. geboren, in de deme van Cholargos ten noorden van Athene. Hij was de zoon van de politicus Xanthippos, die werd geostraciseerd in 485-484 v.Chr. maar daarna naar Athene terugkeerde om vijf jaar later het Atheense contingent in de Griekse overwinning bij Mykale aan te voeren. Perikles' moeder, Agariste, was een telg van de machtige maar controversiële adellijke familie van de Alkmaionidai, en haar familieconnecties speelden een cruciale rol in het begin van Xanthippos' politieke carrière. Agariste was de achterkleindochter van de tiran van Sikyon, Kleisthenes, en de nicht van de Atheense hervormer leisthenes, een andere Alkmaionida. Volgens Herodotos en Ploutarchos droomde Agariste, een paar nachten voor Perikles' geboorte, dat ze een leeuw had gebaard. Eén interpretatie van de anekdote beschouwt de leeuw als traditioneel symbool van grootsheid, maar het verhaal verwijst mogelijk ook naar de ongewone grootte van Perikles' hoofd, dat een populair doelwit werd voor contemporaine komieken. Hoewel Ploutarchos beweert dat deze afwijking de reden was waarom Perikles altijd met helm werd afgebeeld, is dit niet het geval; de helm was feitelijk het symbool van zijn officiële status als strategos (generaal).
Perikles behoorde tot de phyle van Akamantis (Ἀκαμαντὶς φυλὴ / Akamantìs fylē). In zijn jeugd liet hij echter weinig van zich horen en richtte hij zijn aandacht vooral op zijn studies. De adel en welstand van zijn familie stonden hem toe om zich op dat gebied volop te ontplooien. Hij kreeg onderricht in de muziek van de meest vooraanstaande muzikanten van die tijd (Damon of Pythokleides werden genoemd als zijn leraars) en hij wordt gezien als de eerste politicus die groot belang hechtte aan filosofie. Hij genoot het gezelschap van de filosofen Protagoras, Zenon van Elea en Anaxagoras. Anaxagoras in het bijzonder zou een goede vriend worden en hem in grote mate hebben beïnvloed. In 2014 werd er door archeologen een wijnbeker teruggevonden in een graf waarvan wordt vermoed dat Perikles samen met vrienden en zijn oudere broer Ariphron (wiens naam – in tegenstelling tot die van Perikles –- zeer zeldzaam was in de oudheid) zou hebben uit gedronken tijdens een symposion (te bezichtigen in het Epigrafisch Museum te Athene).
Perikles' manier van denken en retorische charisma waren mogelijk deels het gevolg van Anaxagoras’ nadruk op emotionele kalmte wanneer men een probleem het hoofd moest bieden en scepsis tegenover goddelijke voortekens. Zijn beroemde kalmte en zelfbeheersing werden ook aan Anaxagoras' invloed toegeschreven.

## Politieke carrière tot 431 v.Chr.

### Opkomst in de politiek
In de lente van 472 v.Chr. presenteerde Perikles Persai van Aischylos tijdens de grote Dionysia als een leitourgia, waarmee hij aantoonde dat hij tot de rijkste klasse van Athene behoorde. Simon Hornblower heeft gesuggereerd dat uit Perikles' keuze voor dit stuk, waarin een nostalgisch beeld wordt opgehangen van Themistokles' beroemde overwinning bij Salamis, blijkt dat de jonge politicus Themistokles wenste te steunen tegen diens politieke rivaal Kimon, wiens factie erin slaagde Themistokles kort daarop te ostraciseren.
Ploutarchos zegt dat Perikles veertig jaar lang de eerste onder de Atheners was. Als we dit letterlijk mogen nemen, moet Perikles rond 469 v.Chr. zijn vooraanstaande positie hebben verworven. Gedurende deze periode slaagde hij er in zijn privé-leven af te schermen en trachtte hij zichzelf voor te stellen als rolmodel voor zijn medeburgers. Zo zou hij vaak symposia vermijden, om over te komen als sober persoon.
In 463 v.Chr. was Perikles de belangrijkste aanklager van Kimon, de leider van de conservatieve factie, die ervan werd beschuldigd de strategische belangen van Athene in Macedonië te hebben verwaarloosd. Hoewel Kimon werd vrijgesproken, had deze confrontatie aangetoond dat Perikles' grote politieke rivaal niet onaantastbaar was.

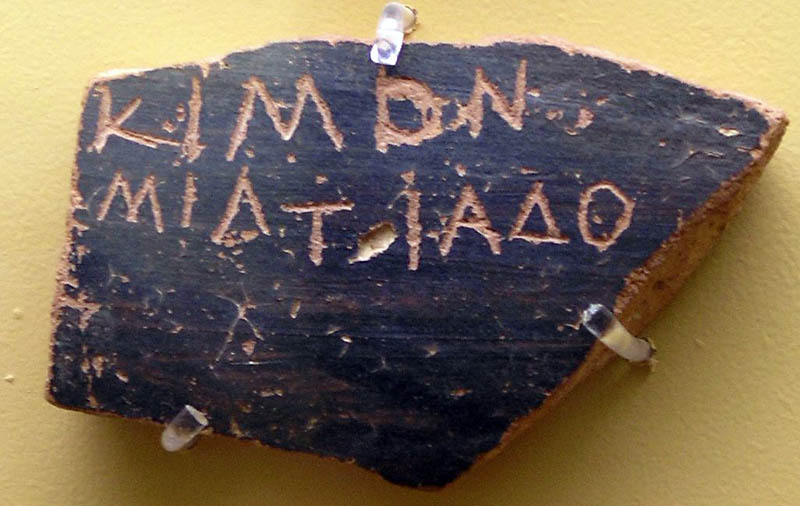
Een ostrakon met de naam van Kimon, zoon van Milthiades, op (Agora Museum, Athene).

### Ostracismevan Kimon
Rond 462/461 v.Chr. besloten de leiders van de democratische partij dat het tijd werd om stelling te nemen tegen de Areopaag, een traditionele, door de Atheense aristocratie gecontroleerde raad, die ooit het machtigste staatsorgaan was geweest. De leider van de partij en mentor van Perikles, Ephialtes, deed een wetsvoorstel om de bevoegdheden van de Areopaag sterk in te perken. De ekklèsia (volksvergadering) zou zonder veel weerstand diens wetsvoorstel aannemen. Deze hervorming luidde het begin van een nieuw tijdperk van "radicale democratie" in. De democratische partij werd langzaamaan dominant in de Atheense politiek en Perikles leek bereid een populistisch discours af te steken om het publiek voor zich te winnen. Volgens Aristoteles, kan Perikles' houding worden verklaard door het feit dat zijn voornaamste politieke tegenstander, Kimon, rijk en genereus was, en in staat was om zich van de volksgunst te verzekeren door rijkelijk uit zijn aanzienlijke persoonlijke fortuin te schenken. De historicus Loren J. Samons II meent echter dat Perikles voldoende middelen had om met eigen middelen het in de politiek te maken, indien hij dit had gewenst.
In 461 v.Chr. slaagde Perikles erin deze geduchte tegenstander door ostracisme politiek uit te schakelen. De ogenschijnlijke beschuldiging luidde dat Kimon zijn stad had verraden door als een vriend van Sparta op te treden.
Zelfs na het ostracisme van Kimon, bleef Perikles een populistisch sociaal beleid verdedigen en bevorderen. Hij stelde eerst een decreet voor dat de armen toeliet gratis theaterspelen bij te wonen, waarbij de staat voor de kosten van hun toelating zou instaan. Met andere decreten verlaagde hij het vereiste vermogen voor de archontschap in 458-457 v.Chr. en schonk royale lonen aan alle burgers die als juryleden in de heliaia (het opperste gerechtshof van Athene) zetelden kort na 454 v.Chr. Zijn meest controversiële maatregel was echter een wet uit 451 v.Chr. dat het Atheense burgerschap beperkte tot zij die aan beide kanten van de familie van Atheense afkomst waren.
Dergelijke maatregelen brachten Perikles' critici ertoe hem te beschouwen als verantwoordelijk voor de geleidelijke degeneratie van de Atheense democratie. Konstantinos Paparrigopoulos, een van de belangrijkste moderne Griekse historici, stelde dat Perikles streefde naar uitbreiding en stabilisatie van alle democratische instellingen. Aldus, voerde hij wetgeving in die de lagere klassen toegang tot het politieke systeem en de publieke ambten gaf, waarvan zij voordien waren uitgesloten op grond van hun beperkte middelen of nederige geboorte. Volgens Samons, geloofde Perikles dat het noodzakelijk was de macht van de demos ("het volk") te versterken, in dewelke hij een onaangeboorde bron van Atheense macht en een cruciale element voor de Atheense militaire dominantie zag. De vloot, ruggengraat van de Atheense macht sinds de tijd van Themistokles, werd bijna geheel door leden uit de lagere klassen bemand.
Kimon geloofde daarentegen blijkbaar dat er geen verdere vrije ruimte meer bestond voor verdere democratische evolutie. Hij was ervan overtuigd dat de democratie haar hoogtepunt had bereikt en Perikles' hervormingen leidden tot de impasse van het populisme. Volgens Paparrigopoulos gaf de geschiedenis Kimon gelijk, omdat Athene, na Perikles' dood, wegzonk in een poel van de politieke onrust en demagogie. Paparrigopoulos stelt dat een ongekende regressie neerdaalde over de stad, wiens glorie verging ten gevolge van Perikles' populistische politiek.
Volgens een andere historicus, Justin Daniel King, kwam radicale democratie mensen individueel ten goede, maar schaadde het de overheid. Anderzijds, stelt Donald Kagan dat de democratische maatregelen die Perikles in werking stelde de basis legde voor een onaantastbare politieke macht. Kimon stemde immers uiteindelijk in met deze nieuwe vorm van democratie en verzette zich niet tegen de wet op het burgerschap, nadat hij was teruggekeerd uit ballingschap in 451 v.Chr.

### Leider van Athene
De moord op Ephialtes in 461 v.Chr. maakte de weg vrij voor Perikles om zijn gezag te consolideren. Bij gebrek aan een sterke oppositie na de verdrijving van Kimon, werd de onbetwiste leider van de democratische partij de onbetwiste heerser van Athene. Hij bleef vrijwel onafgebroken aan de macht tot aan zijn dood in 429 v.Chr.

#### Eerste Peloponnesische Oorlog
Perikles nam aan zijn eerste militaire excursies deel tijdens de Eerste Peloponnesische Oorlog, die ten dele werd veroorzaakt door de alliantie van Athene met Megara en Argos en de daaropvolgende reactie van Sparta. In 454 v.Chr. viel hij Sikyon en Acarnanië aan. Hij probeerde vervolgens – zonder succes – Oiniadai aan de Korinthische Golf in te nemen, alvorens terug te keren naar Athene. In 451 v.Chr., wordt Kimon gezegd uit ballingschap te zijn teruggekeerd en een vijf jaar lange wapenstilstand met Sparta te hebben onderhandeld na een voorstel van Perikles, een gebeurtenis die wijst op een verschuiving in Perikles' politieke strategie. Perikles heeft zich mogelijk het belang van Kimons bijdrage tijdens de voortdurende conflicten met de Peloponnesiërs en Perzen gerealiseerd. Anthony J. Podlecki stelt echt dat Perikles' vermeende verandering van positie was bedacht door antieke schrijvers om "a tendentious view of Pericles' shiftiness" ("een tendentieuze weergave van Perikles' onbetrouwbaarheid") te ondersteunen.
Ploutarchos stelt dat Kimon met zijn tegenstanders een machtsdelingsdeal afsloot, volgens dewelke Perikles de touwtjes in handen zou krijgen in de stad, terwijl Kimon als aanvoerder van het Atheense leger buiten de stad zou opereren. Indien een dergelijke deal zou zijn gemaakt, dan zou dit een concessie van Perikles' kant zijn dat hij geen groot strateeg was. Kagan gelooft echter dat Kimon zich aan de nieuwe omstandigheden had aangepast en een politiek huwelijk tussen perikleïsche progressieven en kimonische conservatieven steunde.
In het midden van de jaren 450 v.Chr. deden de Atheners een mislukte poging om een Egyptische opstand tegen Perzië te helpen, wat leidde tot een langdurige belegering van een Perzisch fort in de Nijldelta. De campagne draaide op een grote ramp uit; de belegerende strijdmacht werd verslagen en vernietigd. In 451-450 v.Chr. stuurden de Atheners troepen naar Cyprus. Kimon versloeg de Perzen in de slag bij Salamis in Cyprus, maar stierf aan een ziekte in 449 v.Chr. Perikles wordt gezegd voor beide expedities – zowel die in Egypte als die in Cyprus – het initiatief te hebben genomen, hoewel sommige onderzoekers, zoals Karl Julius Beloch, stellen dat het uitsturen van zo'n grote vloot in overeenstemming is met de geest van Kimons beleid.
Wat het interpreteren van deze complexe periode verder bemoeilijkt is de kwestie van de Vrede van Kallias, die naar verluidt een einde maakte aan de vijandigheden tussen Grieken en Perzen. Het bestaan van dit verdrag alleen al is zeer omstreden, en de bijzonderheden en onderhandeling ervan zijn evenzeer ambigu. Ernst Badian meent dat een vrede tussen Athene en Perzië in 463 v.Chr. voor het eerst werd geratificeerd (wat de Atheense interventies in Egypte en Cyprus schendingen van deze vrede zou maken), heronderhandeld aan het einde van de campagne op Cyprus en tegen 449–448 v.Chr. terug van kracht was.
John Fine, daarentegen, suggereert dat de eerste vrede tussen Athene en Perzië werd afgesloten in 450–449 v.Chr., als een gevolg van Perikles' strategische berekening dat een voortdurend conflict met Perzië Athene's kansen om haar invloed in Griekenland en de Egeïsche regio uit te breiden in gevaar bracht. Donald Kagan meent dat Perikles Kallias, een schoonbroer van Kimon, gebruikte als een symbool van eenheid en hem verscheidene malen inzette om belangrijke overeenkomsten te onderhandelen.
In het voorjaar van 449 v.Chr. stelde Perikles voor om een bijeenkomst (σύλλογος / sýllogos) van alle Griekse staten te houden om te overleggen over de heropbouw van de door de Perzen verwoeste tempels. Deze bijeenkomst kende geen succes omdat de Spartanen hieraan weigerden deel te nemen. Het is ook onduidelijk wat Perikles' echte bedoelingen waren. Sommige historici denken dat hij een soort van confederatie waaraan alle Griekse steden deelnamen wenste op te richten; andere denken dat hij de Atheense superioriteit wenste te bevestigen. Volgens Terry Buckley was het doel van deze voorgestelde bijeenkomst een nieuw mandaat voor de Delische Bond en voor de heffing van "phóros" (φόρος; tribuut) te krijgen.
Tijdens de Tweede Heilige Oorlog voerde Perikles het Atheense leger aan tegen Delphi en herstelde Phokis in haar soevereine recht op het orakel. In 447 v.Chr. waagde Perikles zich aan zijn meest bewonderde expeditie, de uitdrijving van barbaren van het Thracische schiereiland Gallipoli, om een Atheense kolonie in deze regio te kunnen stichten. Rond deze tijd werd Athene echter geconfronteerd met een aantal opstanden onder haar bondgenoten (al is onderdanen misschien een betere benaming).
In 447 v.Chr. zwoeren de oligarchen van Thebe samen tegen de democratische factie. De Atheners eisten hun onmiddellijke overgave, maar, na de slag bij Koroneia, was Perikles gedwongen het verlies van Boeotië toe te geven om de in deze slag gevangen genomen Atheners terug te krijgen. Nu Boeotië in anti-Atheense handen was, werden Phokis en Lokris onhoudbaar en vielen al snel onder de controle van anti-Atheense oligarchen.
In 446 v.Chr. brak een gevaarlijkere opstand uit, toen Euboea en Megara revolteerden. Perikles stak met zijn troepen over naar Euboea, maar werd gedwongen terug te keren toen het Spartaanse leger Attica binnenviel. Door middel van omkoperij en onderhandelingen, wist Perikles de imminente dreiging te bezweren, en de Spartanen keerden huiswaarts. Toen Perikles later ter verantwoording werd gehouden voor het omgaan met publiek geld, bleek een uitgave van 10 talenten niet voldoende gerechtvaardigd te zijn, aangezien de officiële documenten slechts vermelden dat het geld was uitgegeven voor "noodzakelijke doeleinden". Desalniettemin waren deze "noodzakelijke doeleinden" (namelijk de omkoperij) zo overduidelijk voor de auditeurs dat ze de uitgave goedkeurden zonder officiële inmenging en zonder zelfs de zaak grondiger te onderzoeken.
Nadat de Spartaanse bedreiging was afgehandeld, stak Perikles terug over naar Euboea om de opstand daar neer te slaan. Hij legde vervolgens een strenge straf op aan de landeigenaars van Chalcis, die hun bezittingen verloren. De inwoners van Hestiaia, daarentegen, die de crew van een Atheense trireem hadden afgeslacht, werden gestraft met de verdrijving van de inwoners, waarna het met 1.000 of 2.000 Atheense cleruchen werd bevolkt. De Dertigjarige Vrede (winter van 446–445 v.Chr.), in dewelke Athene het merendeel van zijn bezittingen en belangen op het Griekse vasteland die het sinds 460 v.Chr. had verworven opgaf, en zowel Athene als Sparta overeenkwamen geen pogingen meer te doen om bondgenoten van de ander voor zich te winnen, maakte officieel een einde aan de crisis.

#### Laatste strijd tegen de conservatieven
In 444 v.Chr., stonden de conservatieve en de democratische facties tegenover elkaar in een felle strijd. De ambitieuze nieuwe leider van de conservatieven, Thoukydides (niet te verwarren met de gelijknamige historicus), beschuldigde Perikles van spilzucht, hierbij de manier waarop hij geld aan lopende bouwplannen uitgaf bekritiserend. Thoukydides slaagde er aanvankelijk in om de ekklésia op zijn hand te krijgen. Toen echter Perikles, de leider van de democraten, het woord nam, stelde hij de conservatieven in de schaduw. Perikles reageerde resoluut, door een terugbetaling aan de stad voor alle gedane kosten uit eigen zak voor te stellen, onder voorwaarde dat hij de dedicatie-inscripties in zijn eigen naam zou laten maken. Zijn houding werd op applaus onthaald, en Thoukydides leed een onverwachte nederlaag. In 442 v.Chr., ostraciseerden de Atheners Thoukydides voor 10 jaar en Perikles was opnieuw de onbetwiste heerser in de Atheense politieke arena.

#### Athene's overheersing over haar alliantie

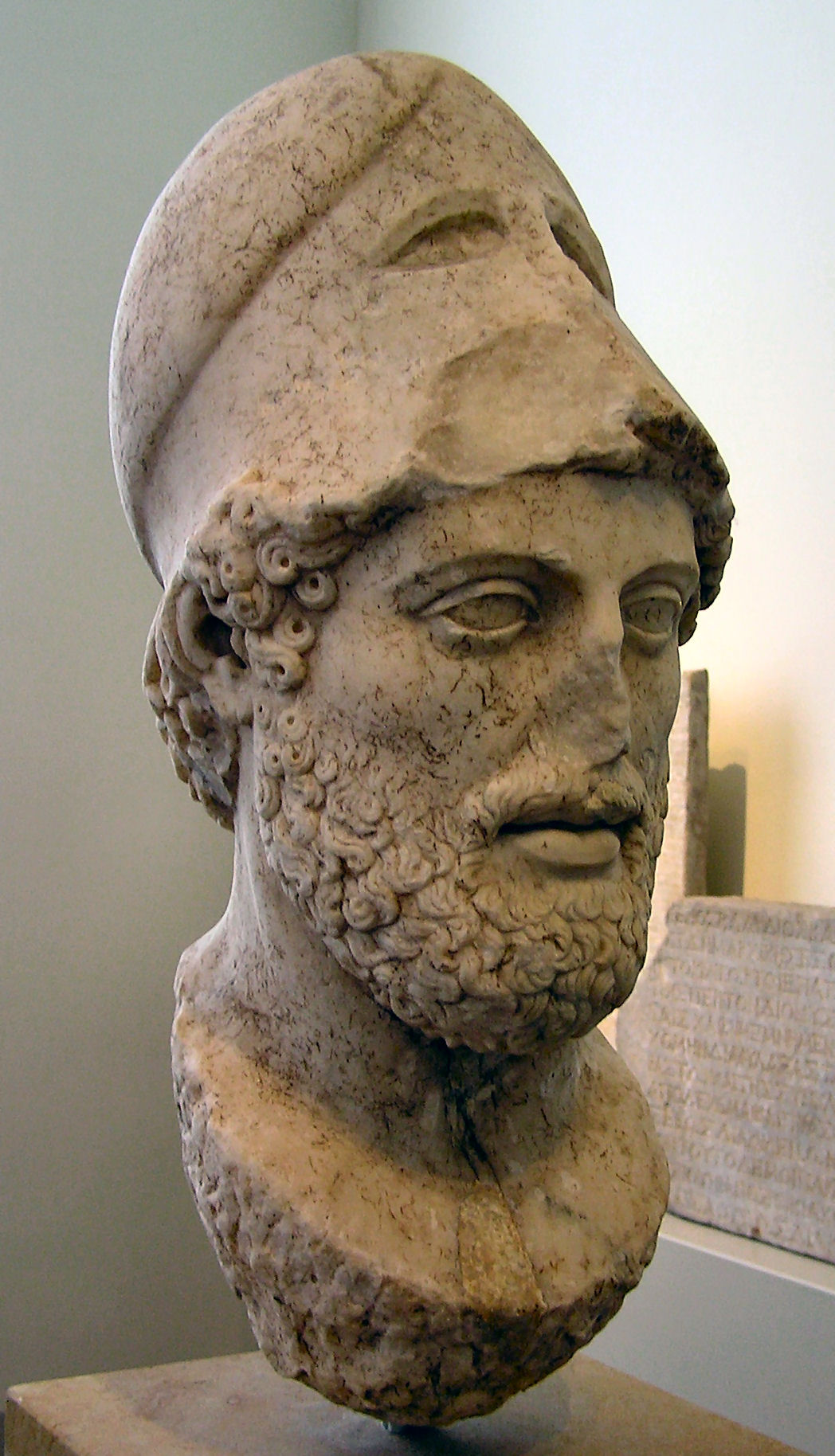
Buste van Perikles naar een origineel van Kresilas (Altes Museum, Berlijn).

Perikles wenste Athene's dominantie over haar alliantie te stabiliseren en haar pre-eminentie in Griekenland af te dwingen. Het proces waardoor de Delische Zeebond transformeerde in een Atheense imperium wordt algemeen aangenomen reeds lang voor Perikles' tijd te zijn begonnen, daar verschillende bondgenoten in de Zeebond ervoor kozen om tribuut te betalen aan Athene in plaats van schepen te bemannen voor de vloot van de Zeebond, maar de transformatie werd versneld en tot een einde gebracht door de door Perikles geïmplementeerde maatregelen.
De laatste stappen in de verschuiving naar imperium werd mogelijk veroorzaakt door Athene's nederlaag in Egypte, dat de dominantie van de stad in het Egeïsche gebied uitdaagde en leidde tot de opstand van verschillende bondgenoten, zoals Miletos en Erythrai. Ofwel uit een oprechte angst voor de veiligheid ervan na de nederlaag in Egypte en de opstanden van de bondgenoten, of als een voorwendsels om de controle te verwerven over de financiën van de Zeebond, bracht Athene de schatkist van de Zeebond van Delos naar Athene in 454–453 v.Chr.

#### Samische Oorlog
De Samische Oorlog was een van de laatste significant militaire gebeurtenissen voor het uitbreken van de Peloponnesische Oorlog. Na het ostracisme van Thoukydides, werd Perikles jaarlijks herverkozen als strategos, het enige ambt dat hij ooit echt officieel zou bekleden, hoewel zijn invloed zo groot was dat hij de facto als staatsleider kon worden beschouwd. In 440 v.Chr. trok Samos ten oorlog tegen Milete, met als inzet de controle over Priëne, een oude stad in Ionië gelegen aan de uitlopers van ycale. Overwonnen in de oorlog, kwamen de Milesiërs naar Athene om hun zaak tegen de Samiërs te bepleiten.
Toen de Atheners beide kanten bevalen op te houden met vechten en hun zaak ter beslechting voor te leggen aan het Atheense volk, werd dit door de Samiërs afgewezen. In antwoord daarop, liet Perikles een decreet goedkeuren om een expeditie uit te sturen naar Samos, "terwijl hij de eilandbewoners ervan beschuldigde, dat zij, niettegenstaande het bevel om aan de oorlog met de Milesiërs een einde te maken, voor deze bede doof waren gebleven."
In een zeeslag versloegen de Atheners onder leiding van Perikles en negen andere strategoi het leger van Samos en plaatsten het eiland onder een Atheense administratie. Toen de Samiërs in opstand kwamen tegen de Atheense overheersing, dwong Perikles de rebellen zich over te geven na een moeilijke belegering van acht maanden, wat aanleiding gaf tot aanzienlijke onvrede onder de Atheense zeemannen. Perikles maakte vervolgens een einde aan een opstand in Byzantion en gaf, toen hij terug was in Athene, een lijkrede om de soldaten te eren die waren gesneuveld tijdens deze expeditie.
Tussen 438 en 436 v.Chr. leidde Perikles de Atheense vloot naar Pontus en wist vriendschapsbanden te smeden met de Griekse steden in deze regio. Perikles focuste zich ook op binnenlandse projecten, zoals de fortificatie van Athene (de bouw van de "middelste muur" rond 440 v.Chr.), en op de stichting van klerouchiai, zoals Andros, Naxos en Thurii (444 v.Chr.) alsook Amphipolis (437–436 v.Chr.).

#### Aanvallen op zijn persoon
Perikles, Aspasia en hun vrienden waren niet immuun voor aanvallen, daar een vooraanstaande positie in de Atheense democratie niet gelijk stond met een absolute regering. Vlak voor het uitbreken van de Peloponnesische Oorlog, hadden Perikles en twee van zijn nauwste vrienden, Phidias en zijn metgezellin, Aspasia, af te rekenen met een reeks persoonlijke en juridische aanvallen.
Perikles zou in 461 v.Chr. erin slagen deze geduchte tegenstander politiek uit te schakelen door hem te laten ostraciseren. Hij wist namelijk de Atheners ervan te overtuigen dat Kimon zijn moederstad had verraden door zich als een vriend van Sparta op te stellen.
Phidias, die de leiding had gehad over alle bouwprojecten, was de eerste die werd beschuldigd goud te hebben verduisterd bedoeld voor het standbeeld van Pallas Athena en van goddeloosheid, want, toen hij de Amazonomachie (de strijd van de Amazonen) op het schild van Pallas Athena aanbracht, hieuw hij een figuur uit die hemzelf als een kale, oude man leek voor te stellen, en voegde ook een zeer goed op Perikles gelijkend figuur toe die met een Amazone vocht.
Aspasia, die bekend stond voor haar kunde als onderhouden prater en adviseur, werd ervan beschuldig de vrouwen van Athene te corrumperen om Perikles' perversiteiten te bevredigen. De beschuldigingen tegen haar waren waarschijnlijk niets meer dan ongegronde lasterpraat, maar de hele ervaring liet een bitter nasmaak achter bij Perikles. Hoewel Aspasia werd vrijgesproken dankzij een zelfzame emotionele uitbarsting van Perikles, stierf Phidias, zijn vriend, in de gevangenis, en een andere vriend van hem, Anaxagoras, werd door de ekklèsia voor zijn religieuze opvattingen.
Naast deze initiële vervolgingen, viel de ekklèsia Perikles zelf aan door hem te vragen zijn ogenschijnlijke spilzucht met, en wanbeheer van, publieke gelden te rechtvaardigen. Volgens Ploutarchos was Perikles zo bevreesd voor het aanstaande proces dat hij de Atheners niet toeliet te zwichten voor de Lakedaimoniërs. Beloch geloofde dat Perikles doelbewust voor de oorlog koos om zijn politieke positie in Athene te beschermen. Aldus bevond Athene zich bij het begin van de Peloponnesisch Oorlog in de lastig positie van haar toekomst toe te vertrouwen aan een leider wiens positie net voor het eerst in meer dan tien jaar in vraag was gesteld.

## Peloponnesische Oorlog
Over de oorzaken van de Peloponnesische Oorlog is veel inkt gevloeid, maar verscheidene antieke auteurs legden de schuld bij Perikles en Athene. Ploutarchos scheen te geloven dat Perikles en de Atheners de oorlog uitlokten, "omdat hij het bevel zag als een test van hun inschikkelijkheid en toegeven als een erkenning van zwakte, terwijl anderen beweren dat hij eerder uit arrogantie en agressiviteit en om zijn kracht te tonden de Lakedaimoniërs met minachting behandelde." Thoukydides hintte hier ook naar, maar meende dat de reden voor de oorlog "de stijgende macht van de Atheners, die de Spartanen beangstigde en naar de wapens deed grijpen" was. Omdat hij over het algemeen wordt beschouwd als een bewonderaar van Perikles, wordt Thoukydides bekritiseerd vanwege zijn vermeende vooringenomenheid ten opzichte van Sparta.

### Voorspel tot oorlog

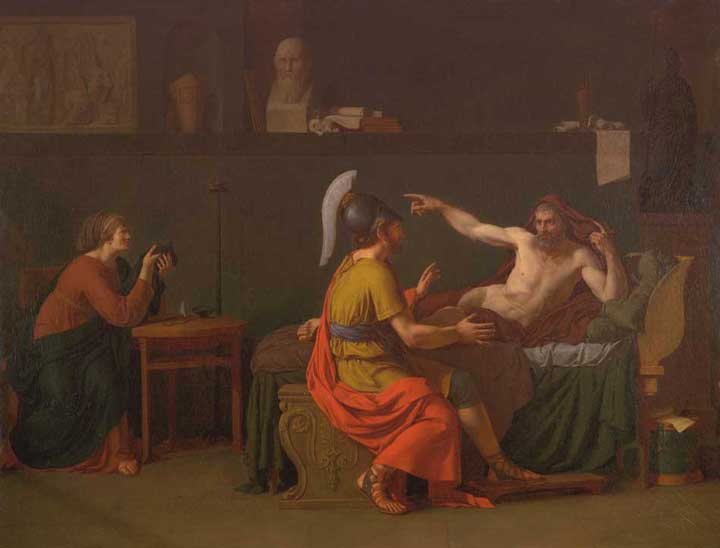
Anaxagore et Péricles door Augustin-Louis Belle (1757–1841) (Louvre).

Perikles was ervan overtuigd dat een oorlog tegen Sparta, dat haar afgunst vanwege Athene's vooraanstaande positie niet kon verbergen, betreurenswaardig doch onvermijdelijk was. Daarom aarzelde hij niet om troepen naar Korcyra te sturen om de vloot van Corcyra te versterken, dewelke tegen Korinthe vochten. In 433 v.Chr. gingen de vijandige vloten de confrontatie met elkaar aan in de slag bij Sybota en een jaar later bevochten de Atheners de Korinthische kolonisten in de slag bij Potidaea; deze twee gebeurtenissen droegen in grote mate toe aan de langdurige haat van Korinthe voor Athene. In deze zelfde periode stelde Perikles het Megarische decreet voor, hetwelk veel van een modern handelsembargo weg had. Volgens de bepalingen van het decreet werden Megarische handelaars uitgesloten van de Atheense mark en de havens van het Atheense rijk. Dit verbod hield de Megarische economie in een wurggreep en woog op de fragiele vrede tussen Athene en Sparta, die een bondgenoot was van Megara. Volgens George Cawkwell, een lector in de oude geschiedenis, brak Perikles met dit decreet de Dertigjarige Vrede "maar, misschien, niet zonder het voorkomen van een excuus". De rechtvaardiging van de Atheners voor dit decreet was het feit dat de Megarenzen het aan Demeter toegewijde land hadden gecultiveerd en bescherming hadden geven aan weggelopen slaven, hetgeen goddeloos gedrag was volgens de Atheners.
Na met haar bondgenoten te hebben overlegd, zond Sparta een gezantschap naar Athene om enkele concessies te eisen, zoals de onmiddellijke verdrijving van de Alkmaioniden inclusief Perikles en de intrekking van het Megarische decreet, en dreigden met oorlog indien hun eisen niet werden ingewilligd. Het onmiskenbare doel van deze voorstellen was het aansturen op een confrontatie tussen Perikles en het volk; deze gebeurtenis zou inderdaad enkele jaren later plaatsvinden. Op dat moment volgden de Atheners zonder te twijfelen Perikles' instructies op. In de eerste rede die Thoukydides hem in de mond legde, adviseerde Perikles de Atheners niet toe te geven aan de eisen van hun tegenstanders, aangezien zijn op militair gebied sterker waren. Perikles was niet bereid om unilaterale concessies te doen, daar hij geloofde dat: "Als gij hierin toegeeft, zal u terstond iets belangrijkers opgedragen worden". Derhalve vroeg Perikles aan de Spartanen om een quid pro quo aan te bieden. In ruil voor de intrekking van het Megarische decreet, eisten de Atheners van Sparta dat ze hun gebruik van periodieke verdrijving van vreemdelingen van hun grongebied (xenelasia) lieten varen en de autonomie van de met Athene verbonden poleis erkenden, een verzoek dat impliceerde dat Sparta's hegemonie ook meedogenloos was. Deze voorwaarden werden verworpen door de Spartanen, en aangezien geen van beiden bereid was in te binden, maakten beiden zich op voor de oorlog. Volgens Athanasios G. Platias en Constantinos Koliopoulos, professoren strategische studies en internationale politiek, kwam het erop neer dat "eerder dan zich te onderwerpen aan dwingende eisen, Perikles oorlog kiest". Een andere afweging die mogelijk Perikles' standpunt heeft beïnvloed, was de bezorgheid dat er opstanden onder de bondgenoten zouden uitbreken als Athene zich zwak zou tonen in deze kwestie.

### Eerste oorlogsjaar (431 v.Chr.)

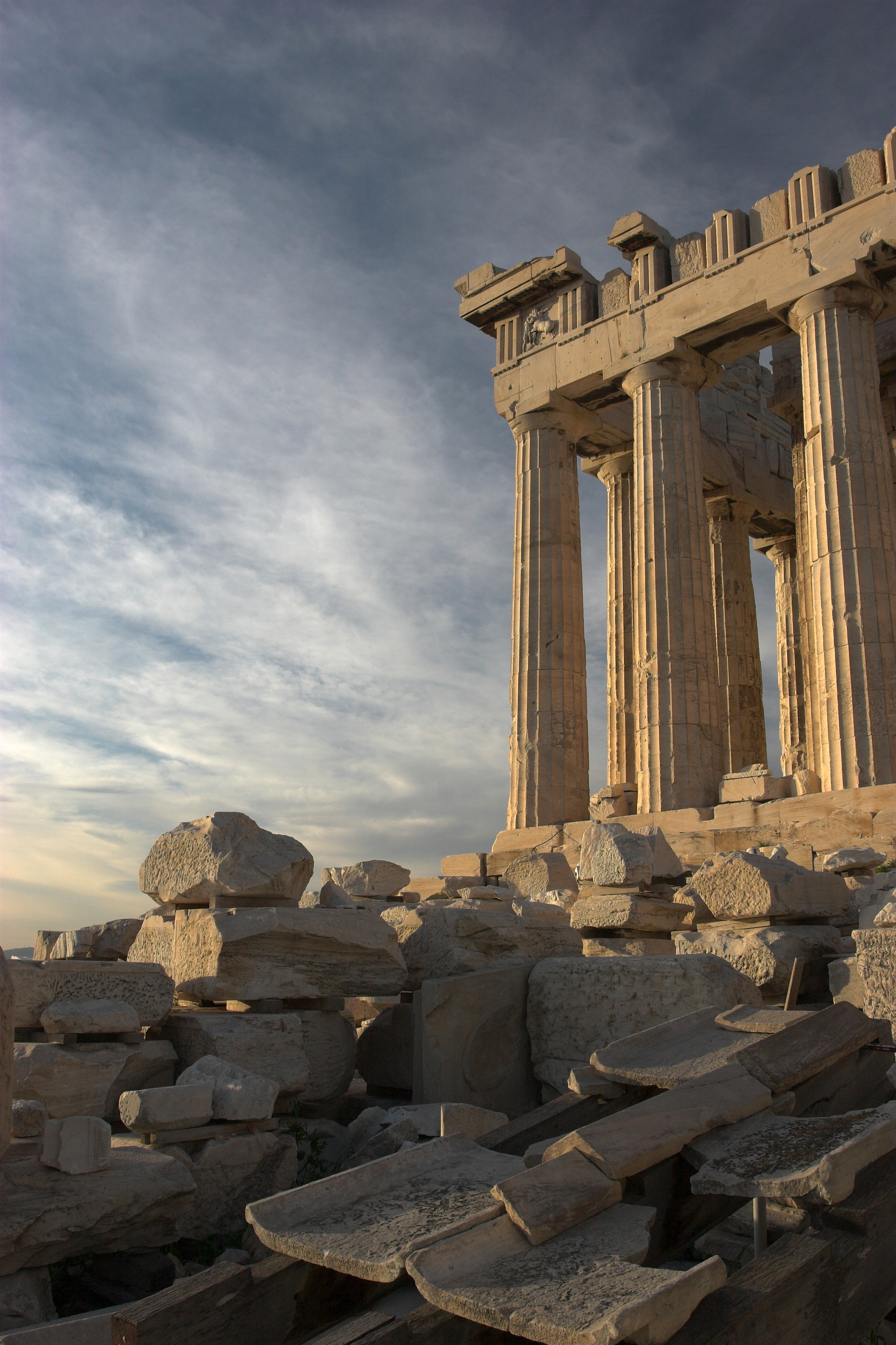
Het Parthenon werd gebouwd op initiatief van Perikles.

In 431 v.Chr., terwijl vrede reeds precair was, zond de Spartaanse koning Archidamos II een nieuwe delegatie naar Athene, die eisten dat de Atheners zich zouden onderwerpen aan Sparta's eisen. Deze deputatie werd niet toegestaan Athene binnen te gaan, want Perikles had reeds een resolutie erdoor gekregen volgens dewelke geen Spartaans gezantschap zou worden verwelkomd in de stad als de Spartanen voordien enige vijandige militaire acties hadden geïnitieerd. Het Spartaans leger was toentertijd verzameld te Korinthe, en omdat ze dit als een vijandige actie beschouwden weigerden de Atheners de Spartaans gezant toe te laten tot hun vergadering en zelfs niet tot de stad. Nu deze laatste onderhandelingspoging was afgewezen, viel Archidamos Attica binnen, maar trof het verlaten aan: Perikles, die zich ervan bewust was dat het Sparta's strategie zou zijn om het Atheense grondgebied binnen te vallen en te plunderen, had reeds de volledige bevolking van het platteland binnen de muren van Athene laten evacueren.
Er bestaat geen ondubbelzinnig verslag van hoe precies Perikles erin slaagde de inwoners van Attica (de Chora) te overtuigen om te verhuizen naar het drukbevolkte stedelijk gebied (het astu). Voor de meesten onder hen betekende deze verhuizing namelijk het achterlaten van hun land en voorouderlijke schrijnen en hun levensstijl volledig veranderen. Daarom, hoewel ze instemden hun huizen te verlaten, waren vele Atheners van het platteland verre van gelukkig met Perikles' beslissing. Perikles gaf zijn landgenoten ook enig advies in verband met hun huidige activiteiten en verzekerde hen dat, indien de vijand zijn boerderijen niet had geplunderd, hij zijn eigendommen zou aanbieden aan de stad om hen te compenseren. Deze belofte kwam voort uit zijn bezorgdheid dat "Archidamos, die een gastvriend van hem was, misschien uit persoonlijke genegenheid zijn landerijen zou sparen en niet zou verwoesten; misschien ook hadden de Spartanen daartoe bevel gegeven om hem (d.i. Perikles) verdacht te maken".

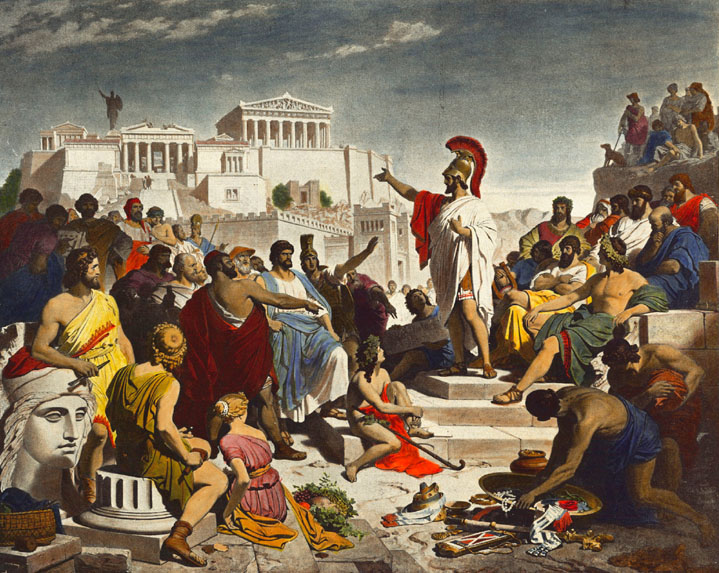
Perikles hält die Leichenrede door Philipp Foltz (1852).

In elk geval, bij het zien van de plundering van hun boerderijen, waren de Atheners woedend en kort daarop begonnen ze indirect hun ongenoegen te tonen tegenover hun leider, van wie velen meenden dat hij hen in deze oorlog had gestort. Zelfs toen hij werd geconfronteerd met een toenemende druk, gaf Perikles niet toe aan de eisen voor onmiddellijke actie tegen de vijand of herzag hij zijn initiële strategie. Hij vermeed tevens de ekklèsia bijeen te roepen, omdat hij vreesde dat de bevolking, woedend door de ongehinderde overvallen op hun boerderijen, overhaast zou beslissen om de confrontatie aan te gaan met het snoevende Spartaanse leger in het veld. Omdat de bijeenkomsten van de volksvergadering werden bijeengeroepen door de met een beurtrol fungerende voorzitters, de prytaneia, had Perikles geen formele controle over hun planning; maar het respect dat Perikles genoot onder de prytanen bleek voldoende te zijn om hen te overtuigen geen volksvergadering bijeen te roepen. Terwijl het Spartaanse leger in Attica bleef, zond Perikles een vloot van honderd schepen uit om de kusten van de Peloponnesos te plunderen en gaf de cavalerie de opdracht de geplunderde boerderijen nabij de stadsmuren te bewaken. Toen de vijand zich terugtrok en er een einde kwam aan het plunderen, stelde Perikles een decreet voor volgens dewelke de autoriteiten van de stad 1000 talenten en 100 schepen opzij zouden houden voor het geval dat Athene zou worden aangevallen worden door een zeemacht, en volgens de strengste provisie van het decreet, zou zelfs het maar voorstellen van een ander gebruik van dit geld of deze schepen met de dood worden bestraft. Tijdens de herfst van 431 v.Chr. voerde Perikles de Atheense strijdkrachten aan die Megara binnenvielen en een paar maanden later (winter van 431–430 v.Chr.) sprak hij zijn monumentale en emotionele lijkrede, waarmee hij de Atheners eerde die voor hun polis waren gestorven.

### Laatste militaire operaties en dood
In 430 v.Chr. plunderde het Spartaanse leger voor de tweede keer Attica, maar Perikles was niet ontmoedigd en weigerde zijn initiële strategie te herzien. Omdat hij de strijd op land met het Spartaanse leger wenste te vermijden, leidde hij een zee-expeditie om de kusten van de Peloponnesos te plunderen, waarvoor hij honderd Atheense schepen zou inzetten. Volgens Ploutarchos zou vlak voordat de schepen uitvoeren een zonneeclips de bemanning hebben beangstigd, maar zou Perikles de astronomische kennis die hij had verkregen van Anaxagoras hebben gebruikt om hen tot bedaren te brengen. In de zomer van dat jaar brak er een epidemie uit in Athene, die vele Atheners het leven kostte. Om welke epidemie het juist gaat is niet duidelijk, al wordt vermoed dat het om vlek- of buiktyfus zou gaan, maar dit is onderwerp van een hevige discussie. In ieder geval zorgde de benarde toestand waarin de stad zich door deze epidemie bevond, voor een nieuwe golf van publiek tumult, en Perikles zag zich gedwongen zijn beleid en zichzelf te verdedigen in een emotionele, laatste toespraak, waarvan een voorstelling door Thoukydides is overgeleverd. Deze toespraak wordt als imponerend beschouwd, waarin zowel Perikles' deugden alsook zijn verbitterdheid vanwege de ondankbaarheid van zijn stadsgenoten. Hij wist tijdelijk de woede van het volk tot bedaren te brengen, maar zijn politieke vijanden in Athene slaagden er uiteindelijk toch in hem neer te halen: ze slaagden erin hem zijn positie als strategos te ontnemen en hem een boete op te leggen ten bedrage van een som tussen de 15 en 50 talenten. Antieke bronnen vermelden Cleon, een opkomend en dynamische protagonist op het Atheense politieke toneel tijdens de Peloponnesische Oorlog, als de openbare aanklager in Perikles' proces.

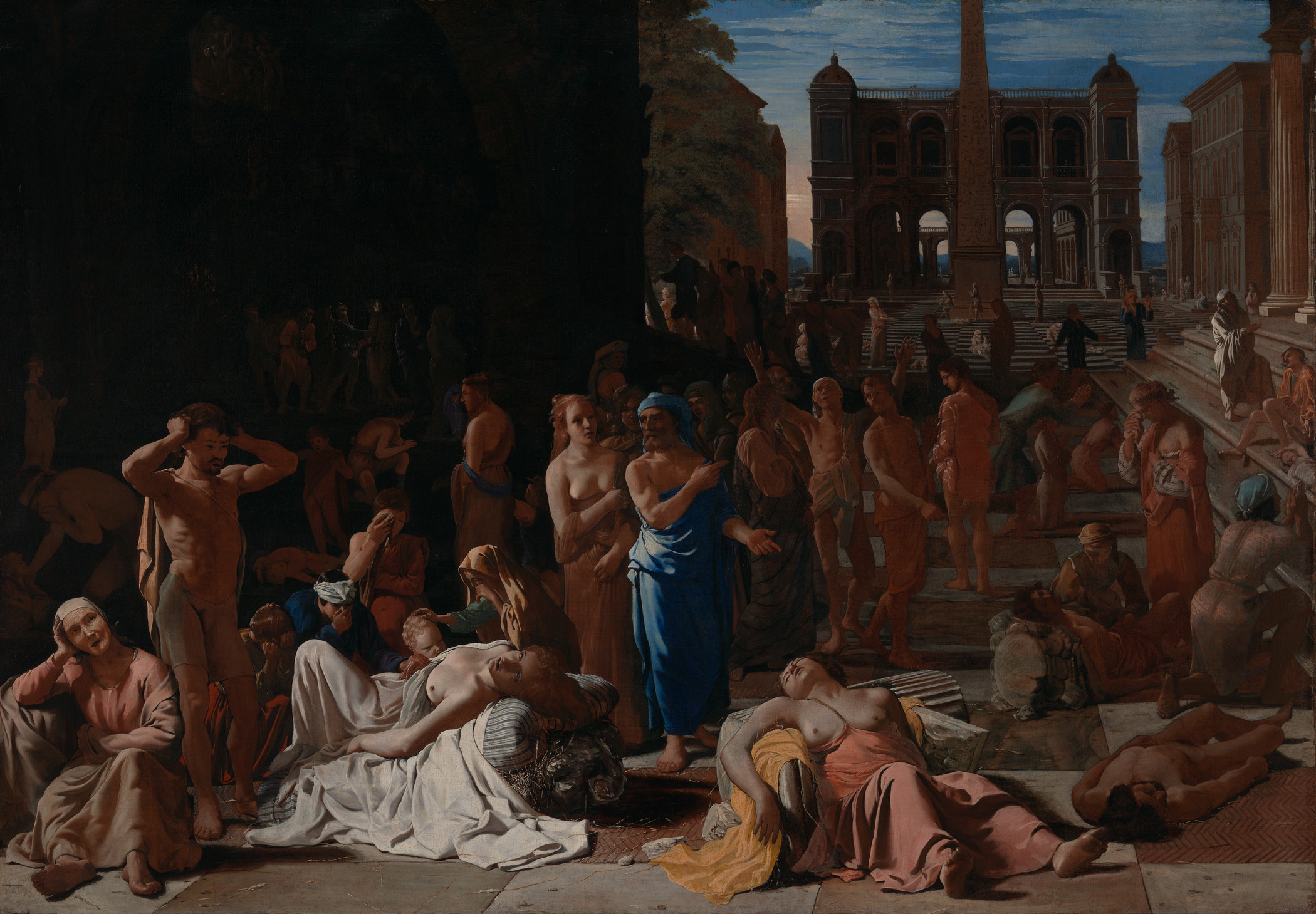
De pest in een antieke stad door Michiel Sweerts (ca. 1652–1654) (Los Angeles County Museum of Art).

Desalniettemin, in slechts een jaar tijd, in 429 v.Chr., vergaven de Atheners Perikles én herverkozen ze hem als strategos. Hij werd hersteld in het opperbevel over het Atheense leger en leidde alle militaire operaties in 429 v.Chr., nu hij opnieuw de teugels in handen had. In dat jaar moest Perikles echter zijn beide zonen bij zijn eerste vrouw, Paralos en Xanthippos, aan de epidemie verliezen. Zijn moraal ondermijnd, barstte hij in tranen uit en zelfs Aspasia's gezelschap kon hem niet troosten. Hijzelf zou in de herfst van 429 v.Chr. aan diezelfde plaag komen te sterven.
Vlak voor zijn dood hadden Perikles' vrienden zich rond zijn bed verzameld en somden zijn verdiensten in vredestijd op en onderstreepten zijn negen oorlogstrofeeën. Perikles, hoewel stervende, hoorde en onderbrak hen om hen erop te wijzen dat ze zijn mooiste en grootste prestatie vergaten te vermelden: "'Want", zei hij, "geen van de nog levende Atheners heeft door mijn toedoen ooit rouwkleding aangetrokken.'" Perikles leefde tijdens de eerste twee en een half jaar van de Peloponnesische Oorlog en zijn dood was, aldus Thoukydides, een ramp voor Athene, aangezien zijn opvolgers inferieur waren aan hem; zij verkozen al de slechte gewoontes van het gepeupel op te wekken en volgden een onstabiele politiek, in een poging eerder populair dan nuttig te zijn. Met zijn bittere opmerkingen jammerde Thoukydides niet alleen over het verlies van een man die hij bewonderde, maar luidde hij tevens het einde van Athene's unieke glorie en grandeur in.
Pausanias (ca. 150 n.Chr.) vermeldt de tombe van Perikles te hebben gezien langsheen de weg nabij de Akademeia.

## Privé-leven
Perikles trouwde naar Atheense gewoonte eerst met een naaste verwante, met wie hij twee zonen kreeg, Paralos en Xanthippos. Haar naam is niet bekend; het enige wat we weten over haar is dat ze vóór Perikles met Hipponikos was getrouwd en dat Kallias haar zoon uit dit eerste huwelijk was. Rond 445 v.Chr. scheidde Perikles van haar. Hij schonk haar hand met de instemming van haar mannelijke verwanten aan een nieuwe echtgenoot.
Na de scheiding had Perikles een langdurige relatie met Aspasia van Milete, met wie hij een zoon had, Perikles de Jongere. De relatie lokte veel reacties uit en zelfs Perikles' eigen zoon Xanthippos, die politieke ambities had, aarzelde niet om zijn vader te belasteren. De kritiek deerde Perikles niet, hoewel hij in tranen zou zijn uitgebarsten om Aspasia te beschermen toen ze ervan werd beschuldigd de Atheense maatschappij te corrumperen.
Zowel Perikles' zus als zijn wettige zonen, Xanthippos en Paralos, stierven gedurende de epidemie van 430 v.Chr. Kort voor zijn eigen dood het jaar erna stonden de Atheners een verandering toe aan de burgerschapswet van 451 v.Chr. opdat Perikles de Jongere een Atheense burger en zijn wettige erfgenaam kon worden. Perikles had nochtans zelf die oorspronkelijke wet, die bepaalde dat het Atheense burgerschap was voorbehouden voor iemand geboren uit een Atheense vader én moeder, voorgesteld.

## Beoordelingen
Perikles drukte zijn stempel op een heel tijdperk en dit leidde tot conflicterende oordelen over zijn belangrijke beslissingen. Het feit dat hij zowel een krachtdadig staatsman, als generaal en redenaar was, maakt een objectieve beoordeling van zijn daden er niet eenvoudiger op.

### Politiek leiderschap

Een ostrakon met Perikles' naam erop (ca. 444–443 v.Chr.) (Agora Museum, Athene).

Sommige moderne oudhistorici hebben Perikles een populist, demagoog en havik genoemd, terwijl andere onderzoekers juist zijn charismatisch leiderschap bewonderen. Volgens Ploutarchos was hij nadat hij het leiderschap van Athene op zich had gepakt "nu niet meer dezelfde man, minder volgzaam ten opzichte van het volk of geneigd te zwichten en toe te geven aan de verlangens van de menigte als aan de winden." Er werd verteld dat zijn politieke opponent, Thoukydides, door koning Archidamos van Sparta werd gevraagd wie beter worstelde, hij of Perikles, waarop Thoukydides antwoordde: "Wanneer ik hem bij het worstelen neerleg, spreekt hij tegen dat hij gevallen is, krijgt gelijk en brengt zelfs de toeschouwers op andere gedachten." Wat betreft zijn karakter, stond dat van Perikles boven elke verdenking in de ogen van de antieke auteurs, want: "Al die tijd bleef hij bestand tegen steekpenningen, hoewel hij niet geheel onverschillig was voor het maken van winst."
De schrijver Thoukydides, een bewonderaar van Perikles, stelde: "In naam was er democratie, maar in werkelijkheid de regering van de eerste der burgers." In deze opmerking illustreert deze historicus wat hij zag als Perikles' charisma om te leiden, overtuigen en, soms, te manipuleren. Hoewel Thoukydides het beboeten van Perikles vermeldt, maakt hij geen melding van de beschuldigingen tegenover Perikles maar focust daarentegen op Perikles' integriteit. Anderzijds verwerpt Plato in een van zijn dialogen de glorificatie van Perikles door te zeggen: "Ik hoor namelijk weleens zeggen dat Perikles van Atheners luie, laffe, roddelende en gierige mensen heeft gemaakt door als eerste vergoedingen uit te betalen voor het bekleden van openbare ambten." Ploutarchos vermeldt andere kritieken op Perikles' leiderschap: "Veel anderen zeggen echter dat het volk door zijn toedoen voor het eerst gewend raakte aan landtoewijzingen, theatergeld en verstrekking van vergoedingen, waardoor het slechte gewoontes kreeg en extravagant en ongedisciplineerd werd door zijn politieke maatregelen in plaats van sober en zelfwerkzaam."
Thoukydides haalde aan dat Perikles "het volk in vrijheid in bedwang hield, zelf hen leidend en niet door hen geleid" was. Zijn beoordeling is niet onbetwist, enkele 20e-eeuwse ciritici, waaronder Malcolm F. McGregor en John S. Morrison, stelden dat hij mogelijk eerder een charismatisch publiek gezicht was die optrad als verdediger van de voorstellen van adviseurs of van het volk zelf. Volgens Justin Daniel King lieten de Atheners, door de macht van het volk te vermeerderen, zichzelf geen dwingende leider toestaan. Tijdens de Peloponnesische Oorlog was Perikles' afhankelijkheid van de steun van het volk om te besturen vanzelfsprekend.

### Militaire prestaties
Perikles zou over een periode van meer dan twintig jaar verscheidene expedities, voornamelijk met schepen, leiden. Steeds voorzichtig, ging hij "niet vrijwillig een gevecht aan dat veel onzekerheid en risico's inhield" en in "andere gevallen gaf hij echter niet toe aan de impulsen van de burgers.". Hij baseerde zijn militair beleid op Themistokles' principe dat het overwicht van Athene afhing van haar superieure vloot en meende dat de Peloponnesische legers haast onoverwinnelijk waren op het land. Perikles trachtte ook de voordelen van Sparta in te perken door de Lange Muren van Athene te herbouwen, hetgeen volgens sommigen op radicale wijze het gebruik van kracht wijzigde in Griekse internationale relaties.
Tijdens de Peloponnesische Oorlog begon Perikles met een defensieve "grand strategy" in te zetten, die ten doel had de vijand uit te putten en de status quo te bewaren. Volgens Athanasios G. Platias en Constantinos Koliopoulos moest Athene als sterkste partij in het conflict Sparta niet in militaire termen verslaan en "verkoos het Spartaanse plan voor overwinning te dwarsbomen" ("chose to foil the Spartan plan for victory"). De twee basisprincipes van de zogenoemde "Perikleïsche grand strategy" waren de verwerping van verzoening (in overeenstemming hiermee drong hij er bij de Atheners op aan het Megarische decreet niet te herroepen) en het vermijden van overextensie. Volgens Donald Kagan kwam Perikles' hevige aandrang dat men geen afleidingsexpedities moet ondernemen voort uit de bittere herinnering aan de Egyptische campagne, waarvan werd gezegd dat hij die had gesteund. Zijn strategie wordt gezegd "inherent onpopulair" te zijn geweest, maar Perikles slaagde erin het Atheense volk ervan te overtuigen die toch te volgen. Dit is ook de reden waarom Hans Delbrück hem een van de grootste staatsmannen en militaire leiders uit de geschiedenis noemde. Hoewel zijn landgenoten zich kort na zijn dood met verscheidene agressieve acties inlieten, Platias en Koliopoulos stellen dat de Atheners in brede zin trouw bleven aan Perikles' strategie om het rijk zoeken te bewaren, niet uit te breiden, en hier niet van afweken totdat men de Siciliaanse Expeditie uitzond. Ben X. de Wet concludeert echter dat zijn strategie zou zijn geslaagd indien hij langer had geleefd.
Critici van Perikles' strategie zijn echter even talrijk als haar supporters. Een veelgehoorde kritiek is dat Perikles altijd een beter politicus en redenaar was dan strateeg. Donald Kagan - een neoconservatief denker - noemde Perikles' strategie "een vorm van wensdenken dat faalde", Barry S. Strauss en Josiah Ober hebben de stelling ingenomen dat "hij als een strateeg er niets van bakte en een deel van de schuld draagt voor Athenes grote nederlaag", en Victor Davis Hanson - eveneens (neo)conservatief - is van mening dat Perikles geen duidelijke strategie had uitgewerkt voor een effectieve offensieve actie die Thebe en Sparta mogelijk kon dwingen de oorlog te stoppen. Kagan bekritiseert Perikles' strategie op vier punten: ten eerste dat door het verwerpen van kleine toegevingen het oorlog voortbracht; ten tweede dat het door de vijand onverwacht was en daarom aan geloofwaardigheid ontbrak; ten derde dat het te zwak/onduidelijk was om enige opportuniteiten uit te buiten; ten vierde dat het rekende op Perikles voor de uitvoering ervan en dus voorbestemd was te worden verlaten na zijn dood. Donald Kagan schat dat Perikles' uitgaves aan zijn militaire strategie in de Peloponnesische Oorlog ongeveer 2.000 talenten per jaar moeten zijn geweest, en besluit op basis van dit bedrag dat hij slechts genoeg geld zou hebben gehad om de oorlog drie jaar lang te kunnen uitzingen. Hij verklaart dat aangezien Perikles zelf moet hebben geweten van deze beperkingen dat hij waarschijnlijk een veel kortere oorlog op het oog had. Anderen, zoals Donald W. Knight, concluderen dat deze strategie te defensief was en niet kon slagen.
Anderzijds worden deze kritieken door Athanassios G. Platios en Constantinos Koliopoulos verworpen en stellen zij dat "de Atheners de oorlog slechts verloren toen ze op dramatische wijzen de Perikleïsche grand strategy omdraaiden die expliciet verder veroveringen verwierp". Victor Davis Hanson benadrukt dat de Perikleïsche strategie niet echt innovatief was, maar zou hebben kunnen leiden naar een wapenstilstand in het voordeel van Athene. Het is een populair besluit dat zij die hem opvolgden zijn vaardigheden en karakter ontbeerden.

### Redenaarskunst

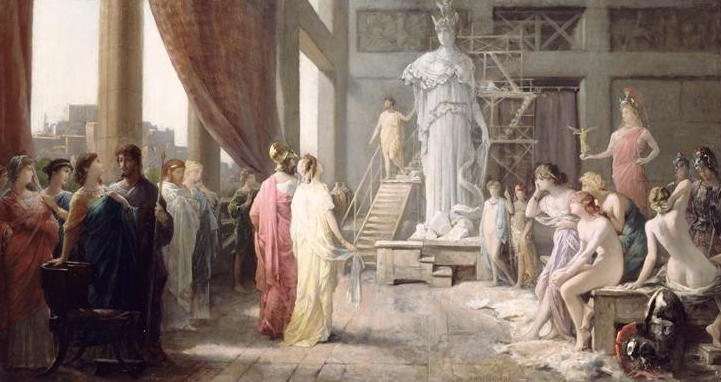
Een schilderij van Hector Leroux (1682–1740), dat Perikles en Aspasia voorstelt, die het reusachtige standbeeld van Pallas Athena bewonderen in Phidias' studio.

Moderne commentatoren van Thoukydides nemen, samen met andere oudhistorici en schrijver, verschillende standpunten in met betrekking tot de kwestie in welke mate de toespraken van Perikles, zoals deze door Thoukydides zijn opgetekend, Perikles' eigen woorden weerspiegelen en in welke mate het om een vrije literaire creatie van of parafrasering door Thoukydides gaat. Aangezien Perikles nooit zijn redevoeringen neerschreef of uitbracht, is het voor historici niet mogelijk deze vraag met zekerheid te beantwoorden; Thoukydides herschiep drie van hen uit het hoofd en daardoor kan niet worden verzekerd dat hij niet zijn eigen noties en gedachten eraan heeft toegevoegd.
Perikles was zeker een belangrijke bron van inspiratie voor deze toespraken en sommige moderne historici hebben opgemerkt dat de gepassioneerde en idealistische literaire stijl van de toespraken die Thoukydides toeschrijft aan Perikles niet strookt met Thoukydides' eigen koude en analytische schrijfstijl. Dit is echter mogelijk het gevolg van de incorporatie van het retorische in het historiografische genre. Men andere woorden: Thoukydides kan simpelweg twee verschillende schrijfstijlen hebben gehanteerd voor twee verschillende doeleinden.
Ioannis Kakridis en Arnold Gomme zijn twee geleerden die de originaliteit van Perikles' redenaarschap en laatste toespraak hebben besproken. Kakridis meent dat Thoukydides Perikles' woorden wijzigde. Enkele van de sterkste argumenten zijn de captatio benevolentia in de introductie van Perikles' beroemde lijkrede, waarvan Kakridis meent dat het onmogelijk is om voor te stellen dat Perikles zou afwijken van de geplogenheden van een lijkrede toen hij het rouwende publieke toesprak in 430 v.Chr. Hoewel er ongetwijfeld onder zijn toehoorders mensen zullen zijn geweest die hem geloofden wanneer hij de gesneuvelden prees en anderen die hem niet geloofden, lijkt het Kakridis onwaarschijnlijk dat Perikles hier toentertijd bewust op zou zijn ingegaan. Arnold Gomme daarentegen verwerpt Kakridis' positie, omdat hij van mening is dat de oude Grieken zich maar al te zeer bewust waren van afgunst en Thoukydides, zoals vele van zijn landgenoten, een voorliefde voor veralgemeningen had.

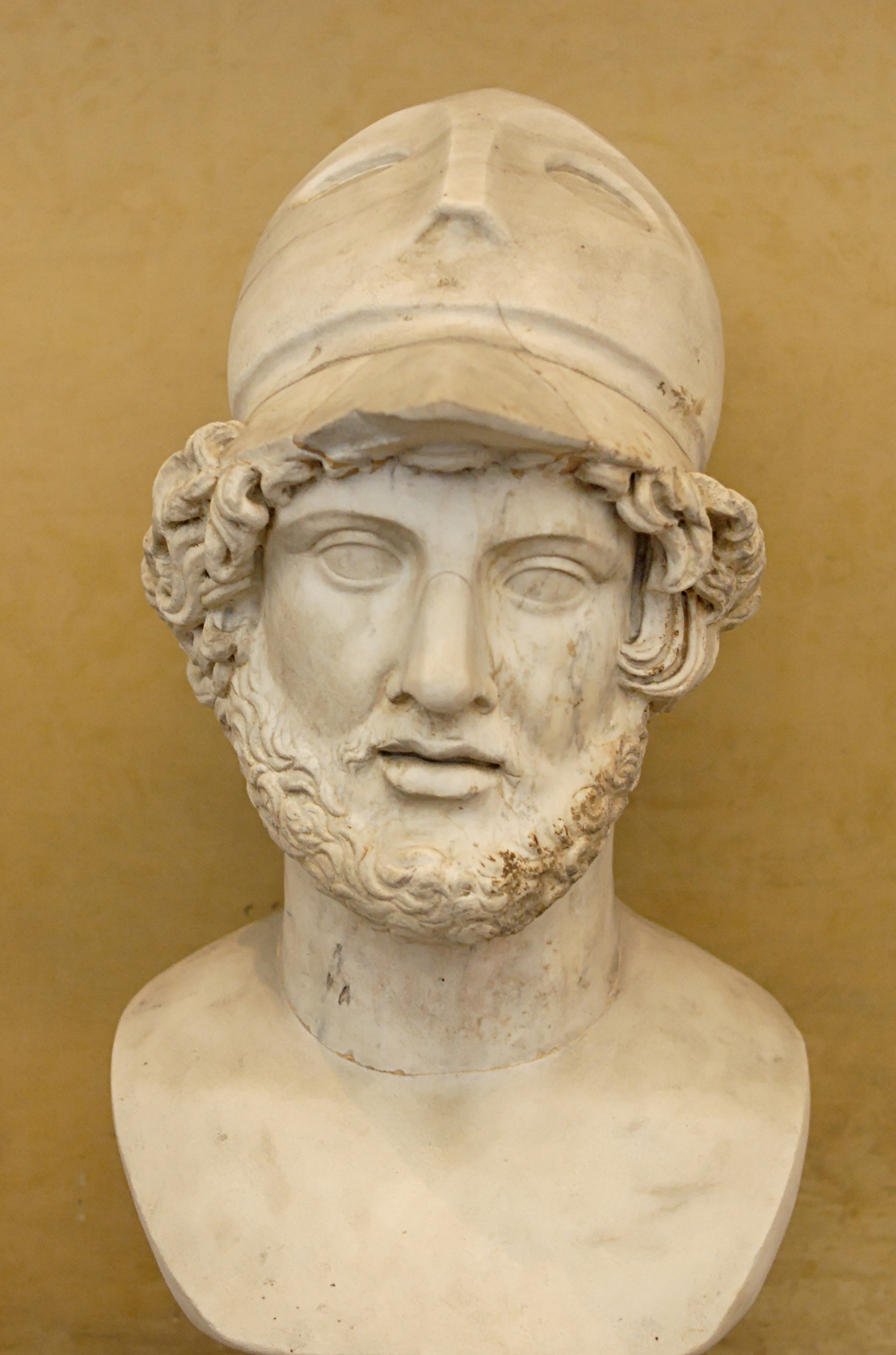
Marmeren buste van Perikles met een Korinthische helm (Romeinse kopie van een Grieks origineel, Museo Chiaramonti, Vaticaanse Musea).

Ploutarchos schreef dat Perikles dankzij Anaxagoras "een hoogstaand taalgebruik zonder platte en brutale banaliteiten" had en was volgens Diodoros Sikeliotes "in woordvaardigheid alle burgers overstijgend". Ploutarchos vermeldde tevens dat hij, in tegenstelling tot de zeer gepassioneerd sprekende Demosthenes, hij "een gelaat" had "dat zich nooit ontspande tot een lach, een rustige manier van bewegen, keurige kleding die nooit door emoties bij het spreken uit de plooi raakte, een kalme spreektoon". Hij vermeldt ook dat de dichter Ion zei dat Perikles "in de omgang verwaand en lichtelijk pompeus was en dat in zijn hooghartigheid veel dedain en minachting voor anderen besloten lag."
Gorgias gebruikte in de gelijknamige dialoog van Platon Perikles als een voorbeeld van krachtig redenaarskunst. In de dialoog Menexenos besmeurde Platon bij monde van Sokrates evenwel Perikles' retorische faam, door op ironische wijze te stellen dat, aangezien Perikles door Aspasia, een trainer van menig redenaar, was opgeleid, hij superieur zou zijn aan iemand opgeleid door Antiphon. Hij schrijft ook het auteurschap van de beroemde lijkrede toe aan Aspasia en valt zijn tijdgenoten voor hun verering van Perikles aan.
Sir Richard C. Jebb besluit dat "uniek als een Atheens staatsman, moet Perikles ook in twee opzichten uniek zijn geweest als Atheense redenaar; ten eerste, omdat hij zo'n persoonlijke overwicht bezat dat niemand voor of na hem nog wist te bereiken; ten tweede, omdat hij door zijn ideeën en zijn morele kracht een grotere vermaardheid voor welsprekendheid won dan eender wie ooit onder de Atheners genoot".
Antieke Griekse schrijvers gaven Perikles de bijnaam "de Olympiër" en hemelden zijn talenten op door naar hem te verwijzen als dat hij "bliksemde, donderde, Hellas in verwarring bracht" en de wapens van Zeus zou dragen wanneer hij oreerde. Volgens Quintilianus zou Perikles zich steeds onverdroten voorbereiden voor zijn redes en voordat hij het spreekgestoelte betrad, zou hij altijd bidden tot de goden opdat hij geen ongepast woord zou uiten.

### Nalatenschap
Perikles' meest zichtbare nalatenschap is te vinden in de literaire en artistieke werken van de Gouden Eeuw, waarvan de meeste tot op heden zijn bewaard gebleven. De Akropolis met het Parthenon en het odeion van Perikles, hoewel gehavend, staat nog steeds recht en is een symbool van het moderne Athene. De Griekse historicus Konstantinos Paparrigopoulos schreef dat deze meesterwerken "de naam van Griekenland onsterfelijk maakten".
Op politiek vlak, stelt Victor L. Ehrenberg dat een fundamenteel element van Perikles' nalatenschap het Atheense imperialisme was, waarbij Athene haar bondgenoten echte democratie en vrijheid onthield, maar zelf democratie en vrijheid genoot. De bevordering van een dergelijk arrogant imperialisme wordt gezegd Athene te hebben geruïneerd. Perikles en zijn "expansief" beleid staan vaak centraal in argumenten ter bevordering van democratie in onderdrukte landen.
Andere analisten menen een Atheens "humanisme" te zien in de Gouden Eeuw. De vrijheid van meningsuiting wordt beschouwd als de blijvende erfenis die uit deze periode voortvloeide. Perikles is geprezen als zowel een "groot politicus en strateeg en redenaar". Perikles' grafrede is tegenwoordig synoniem voor de strijd voor participatieve democratie en burgerzin.

## Antieke bronnen
- Aristophanes, Acharneis .
- Aristoteles, Athenaion politeia, Politika.
- Cicero, De Oratore.
- Diodoros Sikeliotes, Bibliotheke historike XII.
- Herodotos, Historiai VI.
- Pausanias,  Ellados periegesis.
- Philochoros, fr. 64 (= Athenaios, Deipnosophistai VI 46, p. 245C).
- Platon, Alkibiades I, Gorgias, Menexenos, Phaidros.
- Ploutarchos, Kimon, Perikles.
- Thoukydides, Historiai I-III.
- (pseudo-)Xenophon, Athenaion politeia.

## Verder lezen
- Hermeneus 46 (1975):
  - H. Verdin, Pericles. Enkele vragen rond zijn beleid, in Hermeneus 46 (1975), pp. 190–202.
  - M.A. Wes, Pericles en de Atheense democratie, in Hermeneus 46 (1975), pp. 203–215.
  - G. Boersma-Zuur, Pericles en zijn bouwprogramma (een fragment uit Plutarchos' tekst in vertaling), in Hermeneus 46 (1975), pp. 216–220.
  - R.A. Tybout, Pericles' bouwpolitiek, in Hermeneus 46 (1975), pp. 221–234.
  - J.Th.M.F. Pieters, Pericles en het toneel, in Hermeneus 46 (1975), pp. 235–244.
  - J.N. Bremmer, Hoe religieus was Pericles?, in Hermeneus 46 (1975), pp. 245–252.
  - De eeuw van Pericles in data, in Hermeneus 46 (1975), pp. 253–255.
  - W.J. Verdenius, De lijkrede van Pericles (met vertaling van Prof. Loenen + aantekeningen), in Hermeneus 46 (1975), pp. 256–275.
  - G.J. de Vries, Uit Plutarchus' Leven van Pericles, in Hermeneus 46 (1975), pp. 276–293.